# Poecilocloeus septentrionalis
Poecilocloeus septentrionalis är en insektsart som beskrevs av David M. Rowell 2007. Poecilocloeus septentrionalis ingår i släktet Poecilocloeus och familjen gräshoppor. Inga underarter finns listade i Catalogue of Life.